# Onthophagus kachinicus
Onthophagus kachinicus är en skalbaggsart som beskrevs av Kabakov 2006. Onthophagus kachinicus ingår i släktet Onthophagus och familjen bladhorningar. Inga underarter finns listade i Catalogue of Life.